# Lophopodella pectinatelliformis
Lophopodella pectinatelliformis är en mossdjursart som beskrevs av Lacourt 1959. Lophopodella pectinatelliformis ingår i släktet Lophopodella och familjen Lophopodidae. Inga underarter finns listade i Catalogue of Life.